# Эйнштейн, Боб
Боб Эйнштейн (англ. Bob Einstein; 20 ноября 1942, Лос-Анджелес, Калифорния — 2 января 2019, Индиан-Уэлс, Калифорния) — американский актёр-комик кино, телевидения и озвучивания (у него был глубокий хриплый голос), сценарист и продюсер.

## Биография
Стюарт Роберт Эйнштейн (настоящее имя актёра) родился 20 ноября 1942 года в Лос-Анджелесе (штат Калифорния, США). Отец — известный комик Гарри Эйнштейн (1904—1958); мать — малоизвестная киноактриса Тельма Лидс (1910—2006). Младший брат — Альберт (род. 1947), также стал известным актёром-комиком, режиссёром и сценаристом. Второго его брата зовут Клифф, он стал рекламным агентом, в 1979—1997 годах Клиффорд также снялся в небольших ролях в четырёх кинофильмах.
В 1965 году Боб окончил Чепменский колледж (ныне — Чепменский университет).
С 1968 года начал сниматься (сначала в телесериалах, а затем и в полнометражных кинофильмах) и работать сценаристом, с 1975 года — выступать как телепродюсер. Окончил свою кинематографическую карьеру в 2017 году. Эйнштейну нередко доставались характерные роли, так как он был заметно выше среднего роста — 193 см.
Боб Эйнштейн скончался 2 января 2019 года в городе Индиан-Уэлс (штат Калифорния) от рака.
Личная жизнь
Боб Эйнштейн был женат дважды, обе его жены не имели отношения к кинематографу:
- Кэти Морин Килпатрик. Брак заключён 31 октября 1971 года, 5 июня 1978 года последовал развод. От брака осталась дочь, Эрин Эйнштейн Дейл[6].
- Роберта Мари Смит. Брак заключён 18 августа 1991 года и продолжался 27 с половиной лет до самой смерти актёра.

## Избранная фильмография

### Актёр (широкий экран)
- 1972 — Надо знать, где твой кролик[англ.] / Get to Know Your Rabbit — офицер полиции
- 2001 — Пикник у медвежонка Тедди[англ.] / Teddy Bears' Picnic — Дом Молинари
- 2007 — Тринадцать друзей Оушена / Ocean's Thirteen — агент Колдуэлл
- 2010 — Дерьмовый год[англ.] / Shit Year — Рик
- 2015 — Странные чары / Strange Magic — Стафф (озвучивание)

### Актёр (телевидение)
В роли каскадёра по имени Супер Дейв Осборн
- 1979—1986 — ? / Bizarre — в 58 эпизодах
- 2009 — Вечернее шоу с Конаном О’Брайеном[англ.] / The Tonight Show with Conan O'Brien — в выпуске Jessica Biel / Super Dave Osborne / John Fogerty
- 2011 — Конан[англ.] / Conan — в выпуске One Fish, Two Fish, Red Fish - Oh, God, My Whole Life Has Been a Horrible Lie
- 1968—1969 — Комедийный час братьев Смотерс[англ.] / The Smothers Brothers Comedy Hour — офицер полиции Джуди (в 9 эпизодах)
- 1973—1974 — Час комедии с Сонни и Шер / The Sonny & Cher Comedy Hour — разные роли (в 23 эпизодах)
- 1997 — Розанна / Roseanne — Говард Мортон (в эпизоде The Truth Be Told[англ.])
- 2002—2003 — Говорящие куклы[англ.] / Crank Yankers — разные роли (в 8 эпизодах; озвучивание)
- 2004—2017 — Умерь свой энтузиазм / Curb Your Enthusiasm — Марти Фанкхаузер (в 22 эпизодах[англ.])
- 2005—2006 — Замедленное развитие / Arrested Development — Ларри (в 5 эпизодах[англ.])
- 2010, 2012 — Жизнь и приключения Тима / The Life & Times of Tim — разные роли (в 2 эпизодах; озвучивание)
- 2013 — Управление гневом / Anger Management — Хоффлер (в эпизоде Charlie and Lacey Piss Off the Neighborhood[англ.])

### Актёр (в роли самого себя)
- 1969 — 60 минут / 60 Minutes — в выпуске The Smothers Brothers
- 1971 — Шоу Стива Аллена[англ.] / The Steve Allen Show — в выпуске от 31 августа
- 1982—1995 — Поздняя ночь с Дэвидом Леттерманом / Late Night with David Letterman — в 14 выпусках
- 1988, 2000 — Голливудские квадраты[англ.] / Hollywood Squares — в 6 выпусках
- 1988—1991 — Вечернее шоу Джонни Карсона / The Tonight Show Starring Johnny Carson — в 9 выпусках
- 1996, 2005 — Ночное шоу с Джеем Лено[англ.] / The Tonight Show with Jay Leno — в 2 выпусках
- 2003—2009 — Джимми Киммел в прямом эфире / Jimmy Kimmel Live! — в 24 выпусках
- 2012—2017 — Комики за рулём в поисках кофе / Comedians in Cars Getting Coffee — в 15 эпизодах
- 2013 — Когда евреи были смешными[англ.] / When Jews Were Funny
- 2014 — Вечерний домик Тома Грина[англ.] / Tom Green's House Tonight — в выпуске Guests: Chris Kattan & Super Dave Osborne

### Сценарист
- 1967—1993 — Комедийный час братьев Смотерс[англ.] / The Smothers Brothers Comedy Hour — 53 эпизода
- 1971—1974 — Час комедии с Сонни и Шер / The Sonny & Cher Comedy Hour — 61 эпизод
- 1979—1986 — ? / Bizarre — 58 эпизодов
- 2003 — Гаджет и Гаджетины / Gadget & the Gadgetinis — 26 эпизодов (сценарист-консультант)
- 2003 — Джимми Киммел в прямом эфире / Jimmy Kimmel Live! — 6 выпусков

### Продюсер
- 1979—1986 — ? / Bizarre — 58 эпизодов

## Награды и номинации
«Эмми»
| Год  | Категория                                         | Телесериал                     | Победа или номинация | Ссылка (IMDb) |
| ---- | ------------------------------------------------- | ------------------------------ | -------------------- | ------------- |
| 1969 | Outstanding Writing for a Variety Series          | Комедийный час братьев Смотерс | Победа               | [ 8 ]         |
| 1972 | Best Writing Achievement in Variety or Music      | Час комедии с Сонни и Шер»     | Номинация            | [ 8 ]         |
| 1974 | Best Writing in Variety or Music                  | Номинация                      |                      | [ 8 ]         |
| 1976 | Best Writing in a Comedy-Variety or Music Special | Ван Дайк и компания            | Номинация            | [ 8 ]         |
| 1977 | Best Writing in a Comedy-Variety or Music Series  | Ван Дайк и компания            | Номинация            | [ 8 ]         |
| 1977 | Outstanding Variety or Music Series               | Ван Дайк и компания            | Победа               | [ 8 ]         |

Другие премии
Также в 1992 году Эйнштейн стал обладателем премии CableACE Award в категории «Лучший комедийный актёр». В 1982—1987 году пять раз номинировался в разных категориях этой же премии.